# 吉氏腔吻鱈
吉氏腔吻鱈，為輻鰭魚綱鱈形目鼠尾鱈科的其中一種，分布於西北太平洋日本至菲律賓海域，體長可達60公分，屬深海底棲性魚類，棲息在底中層水域，生活習性不明。